# بطولة أفريقيا للسباحة 2020
بطولة أفريقيا للسباحة 2020 هي النسخة الثالثة عشر من بطولة إفريقيا للسباحة، ودارت فعالياتها في مدينة ديربان من 17 إلى 22 أفريل 2020.